# Кристина Баден-Дурлахская
Кристина Баден-Дурлахская (нем. Christine von Baden-Durlach; 22 апреля 1645 — 21 декабря 1705) — маркграфиня Баден-Дурлахская, в замужестве герцогиня Саксен-Гота-Альтенбургская.

## Биография
Кристина — дочь маркграфа Фридриха VI Баден-Дурлахского и его супруги пфальцграфини Кристины Магдалены Пфальц-Цвейбрюкен-Клеебургской. В первом браке Кристина вышла замуж за правящего маркграфа Альбрехта II Бранденбург-Ансбахского, умершего в 1667 году. В 1681 году Кристина вышла замуж за Фридриха I Саксен-Гота-Альтенбургского, овдовевшего в том же году.
Детей у Кристины ни в первом, ни во втором браке не было.